# کلیسای تمپل
کلیسای تمپل (انگلیسی: Temple Church) یک کلیسای قدیمی در شهر لندن، انگلستان است.
این کلیسا که در سیتی لندن مابین خیابان فلیت و رود تیمز قرار دارد در قرن ۱۲ میلادی ساخته شده و از جاذبه‌های گردشگری لندن محسوب میشود.

## نگارخانه

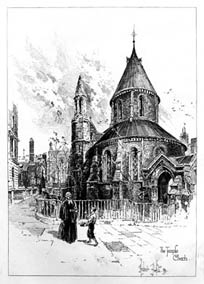
۱۸۹۲
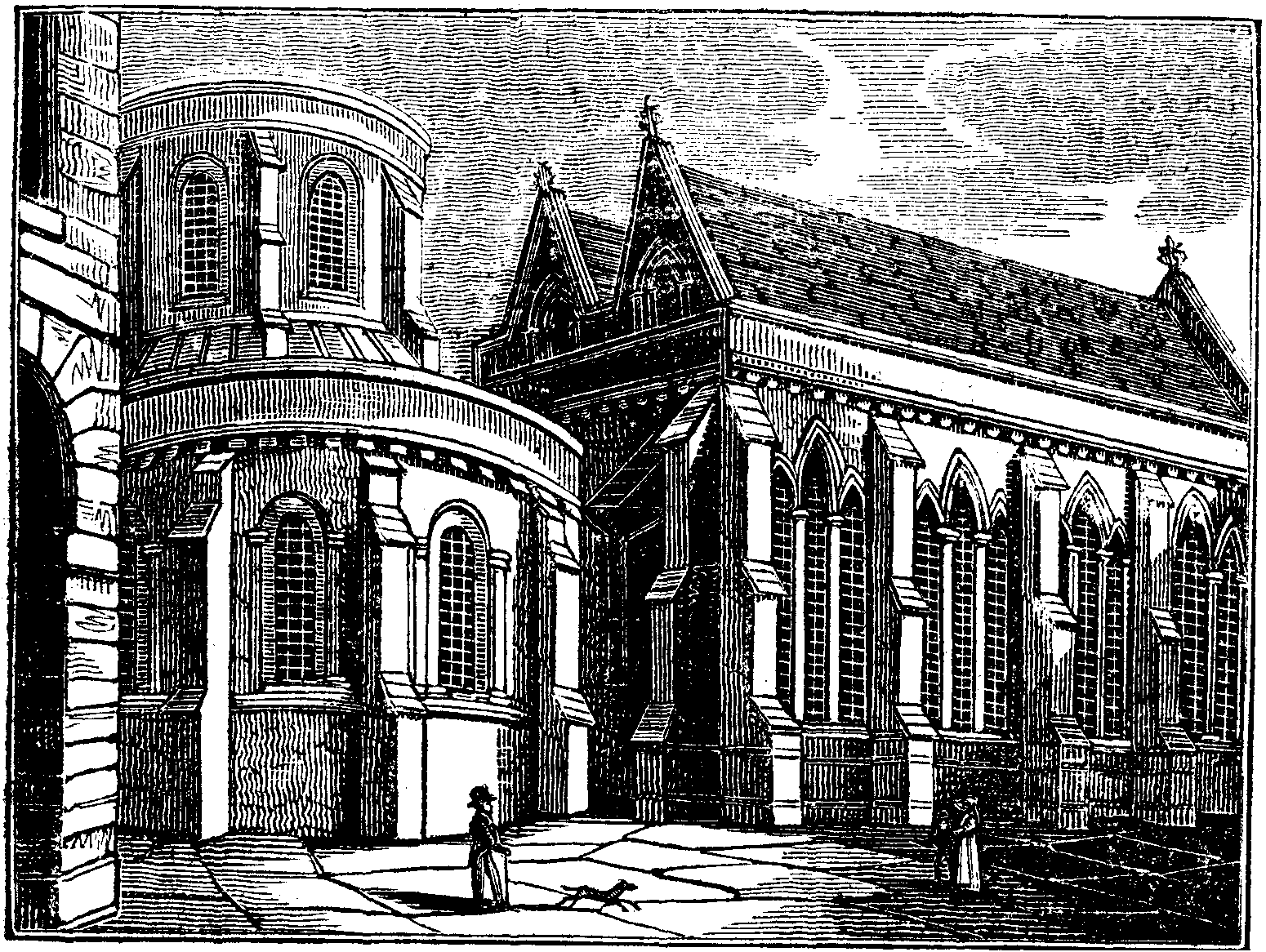
۱۸۲۷
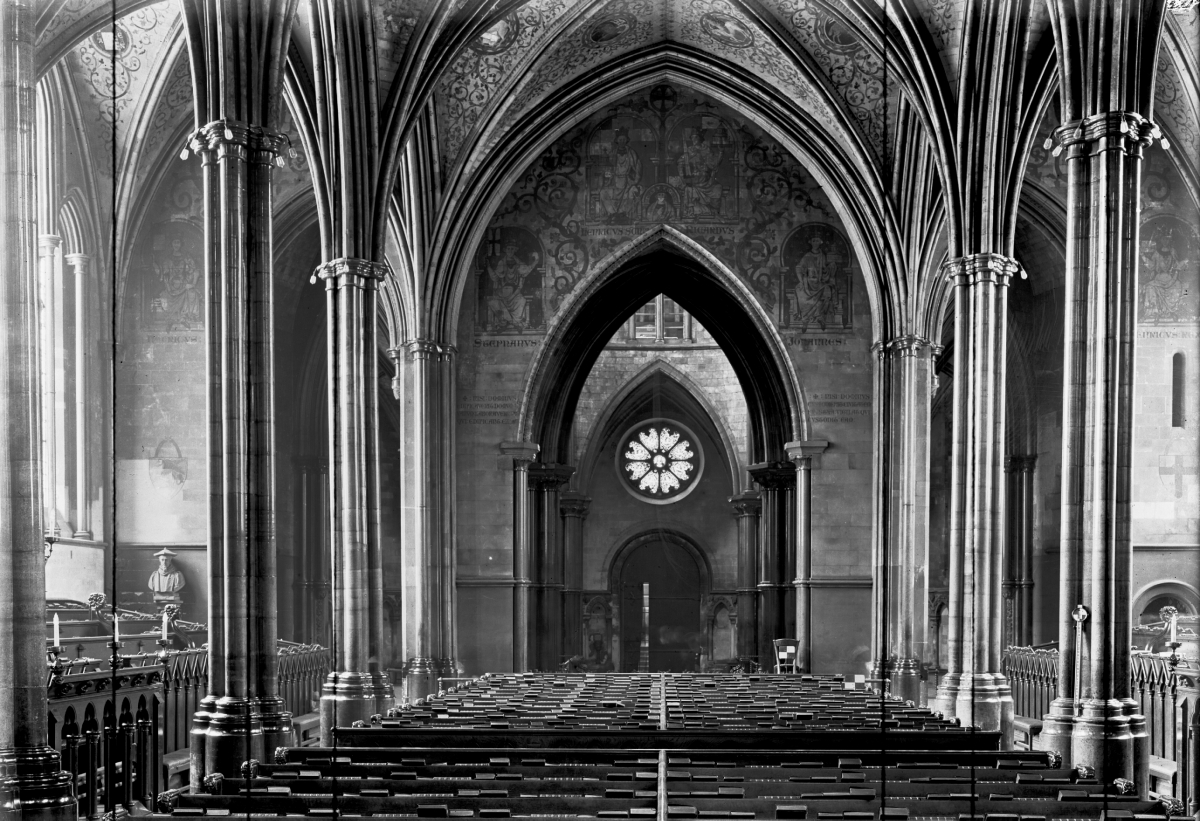
۱۹۱۴
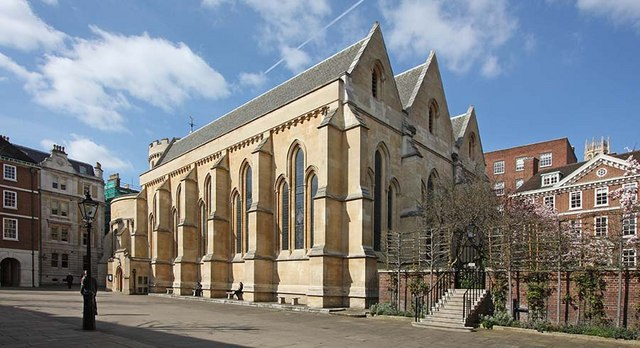
نمای جنوب شرقی کلیسا
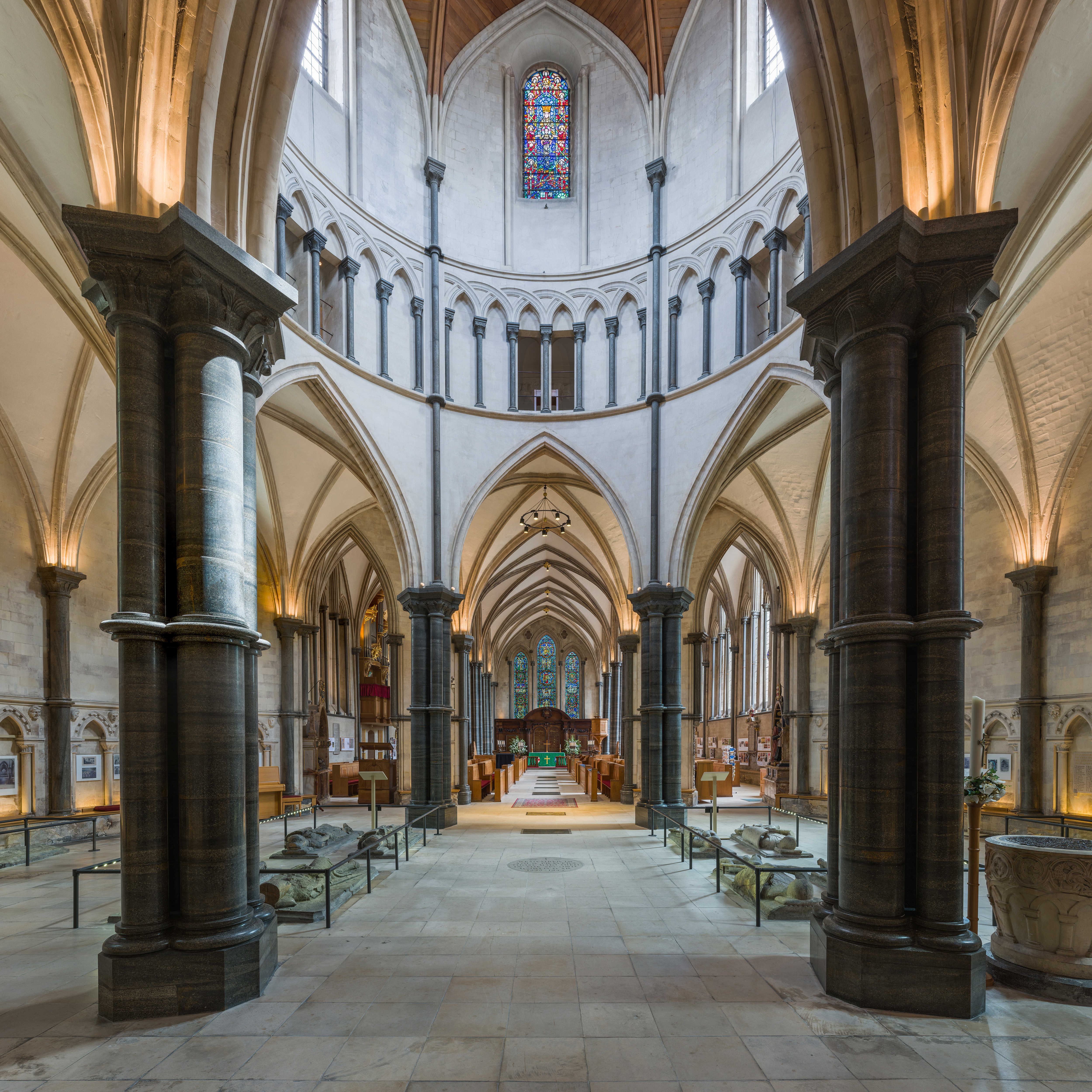
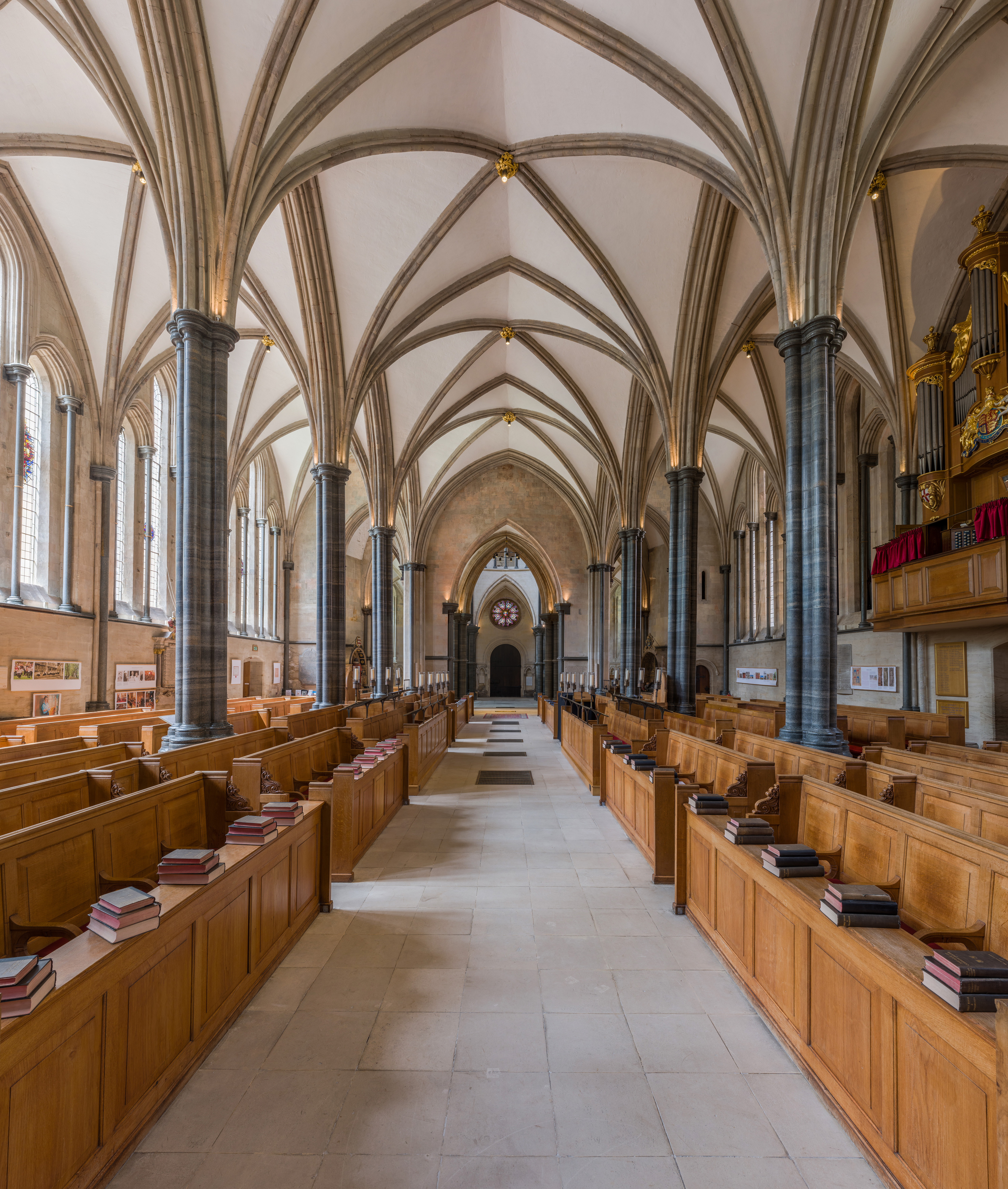
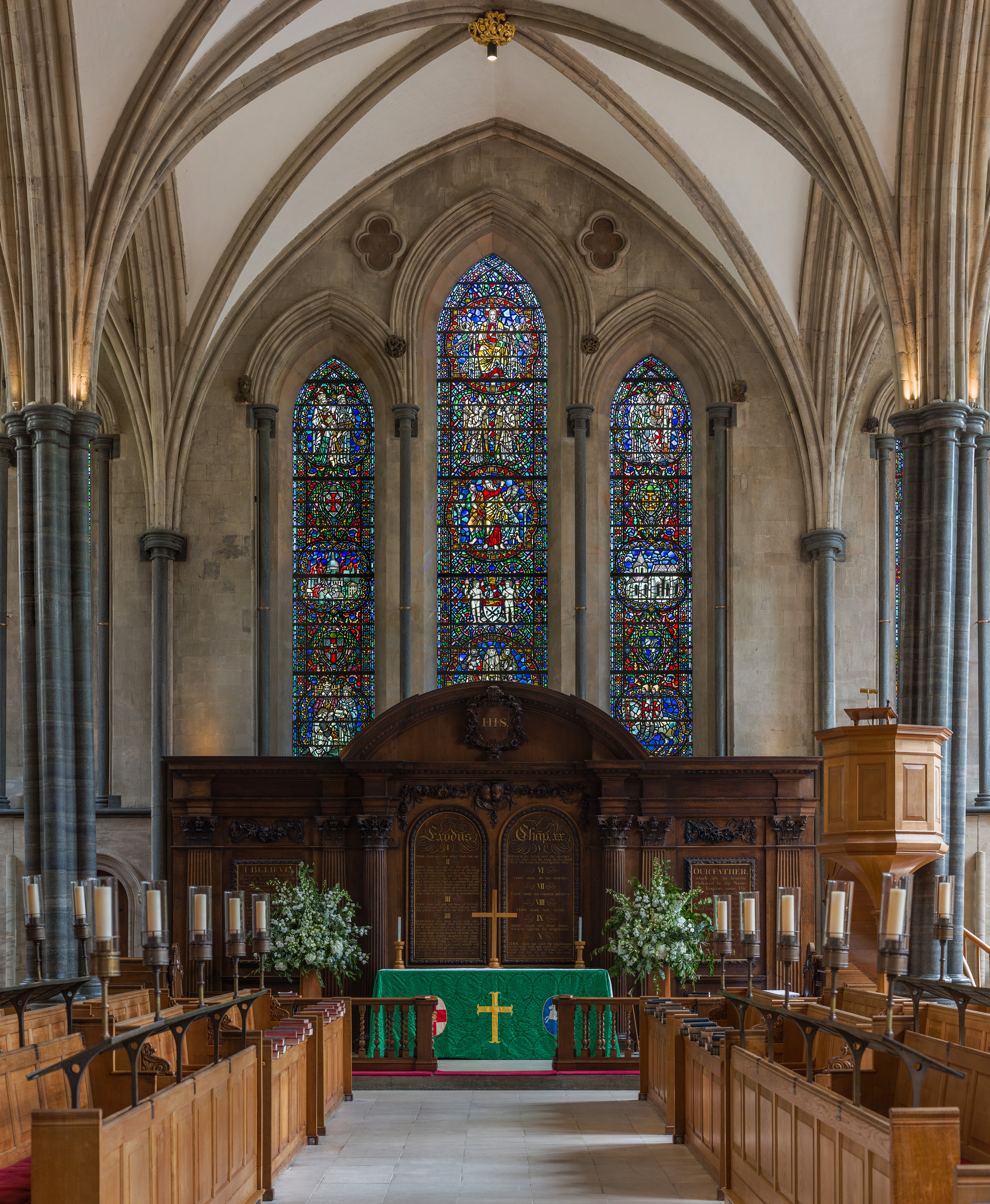
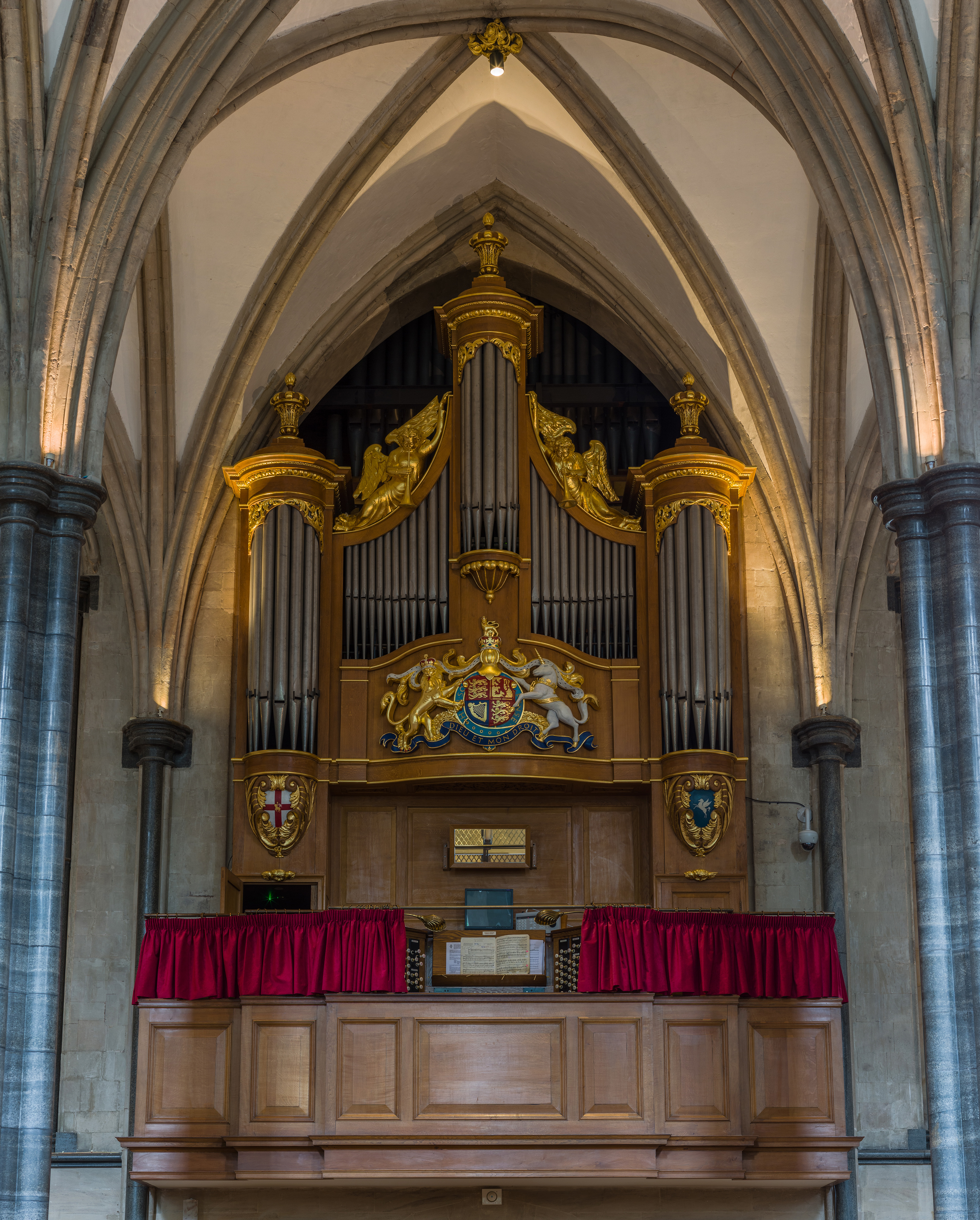